# 丝秆薹草
丝秆薹草（学名：Carex filamentosa）是莎草科薹草属的植物，是中国的特有植物。分布于中国大陆的青海东部、四川西部和西南部、云南西北部、陕西、甘肃南部等地，生长于海拔2,700米至4,000米的地区，常生长在冷杉林下、灌丛中、云杉或高山草甸，目前尚未由人工引种栽培。